# مهرجان فاس لفن الطبخ
يهدف مهرجان فاس لفن الطبخ العالمي إلى التعريف بالكثير من كنوز الطبخ المغربي، والفاسي على وجه الخصوص،  حيث يشكل هذا اللقاء مناسبة للوقوف على ما تزخر به المطابخ التقليدية المغربية واليهودية والفاسية من أطباق ووجبات تميزها عن نظيراتها في العديد من الدول. 
شاركت في الدورة الأخيرة لمهرجان فاس لفن الطبخ العالمي نخبة من الطباخين العالميين حيث بلغ عددهم 43 طباخا، من بينهم عشرة يعتبرون من أمهر الطباخين على الصعيد العالمي إلى جانب بعض الأسماء المغربية.
إن هذه التظاهرة ترمي إلى الحفاظ على خصوصية الطبخ المغربي والتعريف به والبحث عن سبل تطويره، فضلا عن تبادل الخبرات والتجارب بين أنواع الطبخ لدى أشهر وأعرق الدول المعروفة في هذا المجال، كاليونان واليابان والولايات المتحدة وفرنسا ومصر، إضافة أن ميزة هذه الدورة تكمن في قيمة الأسماء العالمية التي استجابت للدعوة التي وجهت لها، حيث قررت مجموعة من الطباخين العالميين إلغاء بعض مواعيدها من أجل الحضور إلى هذا المهرجان.
تجاوزت شهرة الطبخ المغربي الحدود الوطنية، وأصبح أكثر إقبالا من ذي قبل على تذوقه وتعلمه، حيث أن فن الطبخ المغربي يستمد شهرته ولذته ومميزاته الغذائية من تنوع مكوناته وتأثره بأنواع الطبخ الآتية من المشرق وأوروبا، بعد أن تأثر من قبل بالطبخ البربري والأندلسي والإفريقي واليهودي، حيث أن هناك وجبات مغربية من يعود تاريخها إلى القرن الثاني والثالث عشر لا زالت قائمة لحد الآن، ومنها «التريد» و«قاع قلة» والدجاج بحبة «الهال» و«المروزية»... كما تنبع قيمة الطبخ المغربي في كونه ينفرد بمزج السكر والملح في بعض الوجبات، كما يتم استعمال بعض الفواكه في تحضير وطهي بعض الأطباق، كالتفاح.
أكدت صاحبة كتب «المطبخ المغربي» و«الكسكس» و«الأذواق والحركات» و«الكتاب الكبير للمطبخ المغربي»، أن هذه التظاهرة «تندرج في سياق أضحت فيه العادات الغذائية العصرية عرضة للتحولات التي أنتجتها الابتكارات المختلطة من قبل الطباخين والمزارعين والمنتجين والباحثين والمصممين والمهندسين والكيميائيين»، وقالت «أنا فخورة باستقبال فاس لكل هذا الكم الهائل من الطباخين والباحثين وخاصة الطباخات التقليديات، ربات البيوت، اللواتي لم يكن ممكنا للمطبخ المغربي أن يحصل على المكانة التي يوجد عليها اليوم». واعتبر محمد القباج الرئيس الشرفي للدورة أن الطبخ المغربي «متنوع ومبحوث عنه في العالم لأن طرقه ووصفاته تعود إلى آلاف السنين، وكانت دوما موضوع بحث مستمر، كما أنه ينفرد بالروعة والاستثنائية لأنه يستقي منابعه من تكريس مزدوج يزاوج بين المادي والروحاني». وأشار إلى أن «كل تجربة ذوقية جديدة تحيل على شيء ما في جذورنا. وكلما مزجنا بين المقادير دخلنا كثيرا في ألفة أذواقهم، كما أن لوجبات ومأكولات الطبخ المغربي دلالات توحي لنا أصل الثقافة وطبيعتنا العميقة، ولذة هذا المطبخ تبرهن على العلاقة التي تنجح في إحداثها بين حواسنا وحدسنا التأملي». واعتبر المتدخلون في الندوة المنظمة بالمناسبة التي عرفت مشاركة 43 طباخا عالميا و46 صحفيا مختصا، أن الطبخ المغربي ثري وأضحى مطلوبا في العالم، مؤكدين أن المغرب أكبر دولة تزاوج بين الملح والسكر في العديد من الوجبات. وذكروا بتأثيرات الطبخ في الأندلس على المطبخ المغربي وتاريخه وأهم وجباته ومميزاته وكل ما يزخر به من كنوز قل نظيرها في العالم وتكاد تميزه عن باقي الدول.
تخلل هذه المهرجان، المنظم بين 28 و30 أبريل الماضي من قبل مؤسسة روح فاس والمجلس الجهوي للسياحة بفاس، العديد من التذوقات لأحسن مستحضرات فاس، وعشاءات تقليدية مغربية شكلت مناسبة للوقوف على أهم مكونات ومميزات المطبخ التقليدي المغربي، كما أقيمت عروض لامست بالدرس والتحليل مواضيع «الإرث البربري والعربي الأندلسي في المطبخ الفاسي» و«المطبخ اليهودي» و«المطبخ اليهودي في فاس» و«خصوصية مطبخ فاس» و«طبخ وإعلام في المغرب» و«زيت أركان، الزيت المتميز في العالم»، ألقاها ثلة من المهتمين بينهم عبد الرحيم بركاش وشميسة وزبيدة شروف وعمر اللبار ودانييل مامان وكلوديا رودن وعبد الحي بنغازي ومريم الشرقاوي. وناقش أمهر الطهاة الحاضرين تذوق الشاي والحلويات المغربية واليابانية، والشاي في روسيا على الطريقة المغربية، والطبخ في رياضات ومطاعم المدينة القديمة، كما استمع الحضورإلى تاريخ حفلة شاي حكتها فاطمة حال، واستمتع بفن العيش في فاس، وكان للزوار أيضا فرصة لتلقي دروس عملية في تحضير ورقة «البسطيلة» واستعراض تقنيات الطبخ الفرنسي القديم. وشكل المهرجان مناسبة لتكريم الكثير من الرجال والنساء الذين حافظوا على تقاليد المطبخ المغربي والصناعة التقليدية والذين لا يعرفون لا القراءة ولا الكتابة ومع ذلك حافظوا على استمرارية الطبخ المغربي حيا. وقدم جاك شيبوا وإليزابيت سكوطو وميشيل كارل ومريان كمولي وجاك بوغسيل ومريم الشرقاوي وطباخات مغربيات أخرى ات وجبات مميزة على الطريقة المغربية، فيما ألقى هرفي ديس الكيميائي ذو الشهرة العالمية، نظرة على «المطبخ الذري علاقة مع العاطفة».